# Dipsastraea lacuna
Espèce
Dipsastraea lacuna est une espèce de coraux appartenant à la famille des Merulinidae.